# Вотерсміт (Мічиган)
Вотерсміт (англ. Watersmeet) — переписна місцевість (CDP) в США, в окрузі Гогібік штату Мічиган. Населення — 408 осіб (2020).

## Географія
Вотерсміт розташований за координатами 46°17′43″ пн. ш. 89°12′22″ зх. д. / 46.29528° пн. ш. 89.20611° зх. д. (46.295313, -89.206117).  За даними Бюро перепису населення США в 2010 році переписна місцевість мала площу 23,84 км², з яких 23,83 км² — суходіл та 0,01 км² — водойми.

## Демографія
Згідно з переписом 2010 року, у переписній місцевості мешкало 428 осіб у 178 домогосподарствах у складі 114 родин. Густота населення становила 18 осіб/км².  Було 252 помешкання (11/км²).
Расовий склад населення:
| - 67,5 % — білих - 29,4 % — корінних американців - 0,2 % — чорних або афроамериканців |

До двох чи більше рас належало 2,8 %. Частка іспаномовних становила 1,4 % від усіх жителів.
За віковим діапазоном населення розподілялося таким чином: 26,2 % — особи молодші 18 років, 53,2 % — особи у віці 18—64 років, 20,6 % — особи у віці 65 років та старші. Медіана віку мешканця становила 42,0 року. На 100 осіб жіночої статі у переписній місцевості припадало 104,8 чоловіків;  на 100 жінок у віці від 18 років та старших — 113,5 чоловіків також старших 18 років.
Середній дохід на одне домашнє господарство  становив 42 156 доларів США (медіана — 31 836), а середній дохід на одну сім'ю — 56 260 доларів (медіана — 47 813). Медіана доходів становила 36 250 доларів для чоловіків та 32 361 долар для жінок. За межею бідності перебувало 9,6 % осіб, у тому числі 0,0 % дітей у віці до 18 років та 2,8 % осіб у віці 65 років та старших.
Цивільне працевлаштоване населення становило 160 осіб. Основні галузі зайнятості: мистецтво, розваги та відпочинок — 38,8 %, освіта, охорона здоров'я та соціальна допомога — 13,1 %, публічна адміністрація — 12,5 %.